# Howhannes Danieljan (Boxer)
Howhannes Danieljan (armenisch Հովհաննես Դանիելյան; englisch Hovhannes Danielyan; * 11. April 1987 in Jerewan, Armenische SSR) ist ein ehemaliger armenischer Boxer im Halbfliegengewicht. Er war Europameister 2008 und Olympiateilnehmer 2008.

## Karriere
Howhannes Danieljan begann im Alter von acht Jahren mit dem Boxsport und wurde mehrfach Armenischer Meister, zuletzt 2013. Er gewann Bronze bei der Kadetten-Europameisterschaft 2003, war Viertelfinalist der Kadetten-Weltmeisterschaften 2003 und gewann erneut Bronze bei den Junioren-Weltmeisterschaften 2004.
Bei seinen ersten Erwachsenenbewerben, den Europameisterschaften 2006 in Plowdiw, gewann er ebenfalls Bronze, nachdem er sich gegen Veaceslav Gojan und Ceyhun Abiyev durchgesetzt hatte und im Halbfinale gegen Dawid Airapetjan unterlegen war. Bei den Weltmeisterschaften 2007 in Chicago schlug er Aaron Cumberbatch und Zviadi Khaduri, ehe er im Viertelfinale gegen Amnat Ruenroeng ausschied, sich mit dem Erreichen des Viertelfinales jedoch für die Olympischen Spiele 2008 in Peking qualifiziert hatte. Bei Olympia besiegte er Thomas Essomba, verlor im zweiten Kampf gegen Birschan Schaqypow und erreichte somit nur einen neunten Platz.
Seinen größten Erfolg erzielte er mit dem Gewinn der Goldmedaille bei den Europameisterschaften 2008 in Liverpool, nachdem er sich gegen Darren Langley, István Ungvári und Kelvin de la Nieve durchgesetzt hatte. Bei den Weltmeisterschaften 2009 in Mailand erreichte er mit Siegen gegen Harry Tañamor und Lebogang Pilane erneut ein Viertelfinale, unterlag jedoch beim Kampf um einen Medaillenplatz gegen Pürewdordschiin Serdamba.
Seine inzwischen dritte EM-Medaille gewann er 2010 in Moskau, nachdem er im Halbfinale mit Bronze gegen Elvin Məmişzadə ausgeschieden war. Bei der EM 2011 in Ankara schied er diesmal im Achtelfinale knapp mit 13:14 gegen Kelvin de la Nieve aus.
Nachdem er bei der WM 2011 in Baku gegen Naoya Inoue verloren hatte, startete er noch bei der europäischen Olympiaqualifikation 2012 in Trabzon, wo er gegen Selçuk Eker unterlag.
Den Abschluss seiner Karriere bildete die Teilnahme an den Europameisterschaften 2013 in Minsk, wo er im Achtelfinale gegen Dawid Airapetjan verlor.